# NGC 6124
NGC 6124, aussi connu sous le nom de Caldwell 75, est un amas ouvert situé dans la constellation du Scorpion. Il a été découvert par l'astronome français Nicolas-Louis de Lacaille en 1751.
Selon la classification des amas ouverts de Robert Trumpler, cet amas renferme entre 50 et 100 étoiles (lettre m) dont la concentration est moyenne (II) et dont les magnitudes se répartissent sur un grand intervalle (le chiffre 3). Toutefois, selon le catalogue Lynga, l'amas contient plus de 100 étoiles (r) dont la concentration est forte. Lynga indique que l'amas renferme 100 membres.

## Observation
Avec une magnitude visuelle de 5,8, on peut observer NGC 6124 aisément avec de petites jumelles.

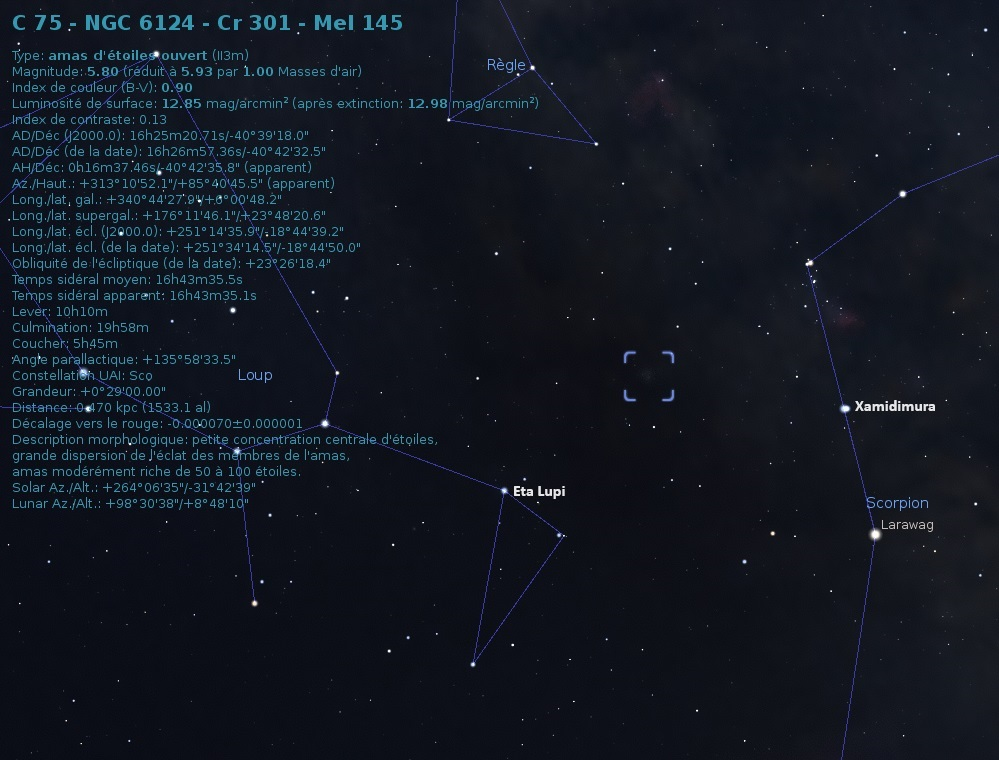
Localisation de NGC 6124 dans la constellation de Scorpion. (Stellarium)

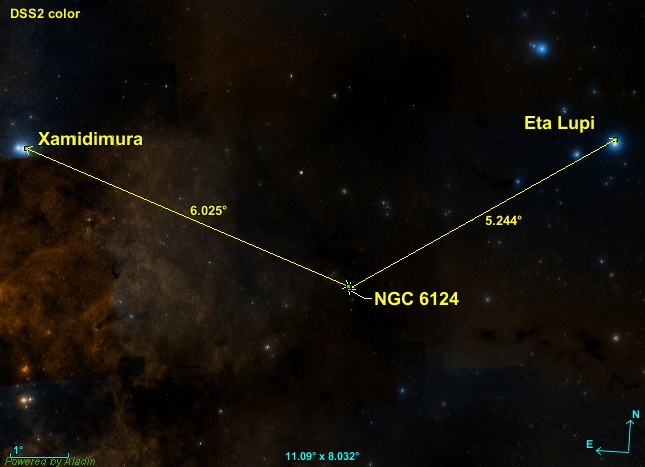
Position de NGC 6124 par rapport à deux étoiles.

NGC 6124 passablement éloigné de toute étoile brillante. Les deux étoiles les plus brillantes sont Xamidimura (Mu1 Scorpii) à environ 6,0 degrés au nord-est de l'amas et Eta Lupi, une étoile de magnitude 3,4 dans la constellation du Loup à 5,2 degrés au nord-ouest.

## Caractéristiques

### Distance, taille et vitesse
La parallaxe moyenne des étoiles de l'amas a été obtenue des mesures effectuées par le satellite Gaia. Six valeurs différentes publiées dans de récents articles (2018 à 2022) sont indiquées sur la base de données Simbad : 1,604 ± 0,064 mas, 1,594 ± 0,046 mas, 1,556 ± 0,081 2 mas, 1,557 ± 0,073 mas,, 1,557 ± 0,002 mas et 1,462 30 mas. La valeur moyenne de la parallaxe est égale à 1,571 6 ± 0,021 6 mas, ce qui correspond à une distance de 636 ± 9 pc. Selon un article publié en 2021 et basé sur les données du relevé Gaia EDR3, la distance de l'amas est de 630 ± 24 pc, une valeur similaire à celle obtenue de la parallaxe moyenne.
Selon les sources, la taille apparente de l'amas est de 39′ ou de 40, (39,5 ± 0,5') ce qui, compte tenu de la distance de 636 ± 9 pc, et grâce à un calcul simple, équivaut à une taille réelle de 23,8 ± 0,6 al.
La base de données Simbad indique quatre valeurs de la vitesse l'amas: −20,42 ± 0,28 km/s, −21,10 ± 0,19 km/s, −20,531 ± 1,119 km/s et −20,80 ± 0,26 km/s. La moyenne et l'écart-type ces valeurs sont de −20,7 ± 0,3 km/s.

### Métallicité
Simbad rapporte une seule valeur de la métallicité, soit 0,154. Selon cette valeur, le pourcentage d'éléments lourds (plus lourds que l'hydrogène et l'hélium) de cet amas est de 143% (100,154) de celui du Soleil. Dans un article publié en 2021 basé sur les données de Gaia EDR3, Holanda et al., indiquent une métallicité complètement différente égale à (-0,13 ± 0,05). Selon cette valeur, la teneur en éléments lourds serait comprise entre 66% et 88% de celle du Soleil.

### Âge
Webda et Lynga indiquent un âge de 140 millions d'années (log10=8,147 = 108,147). Selon l'article de Holanda et al., l'âge de l'amas est de 178+22
−19 millions d'années (log10=8,25 ± 0,05).

## Les étoiles de NGC 6124

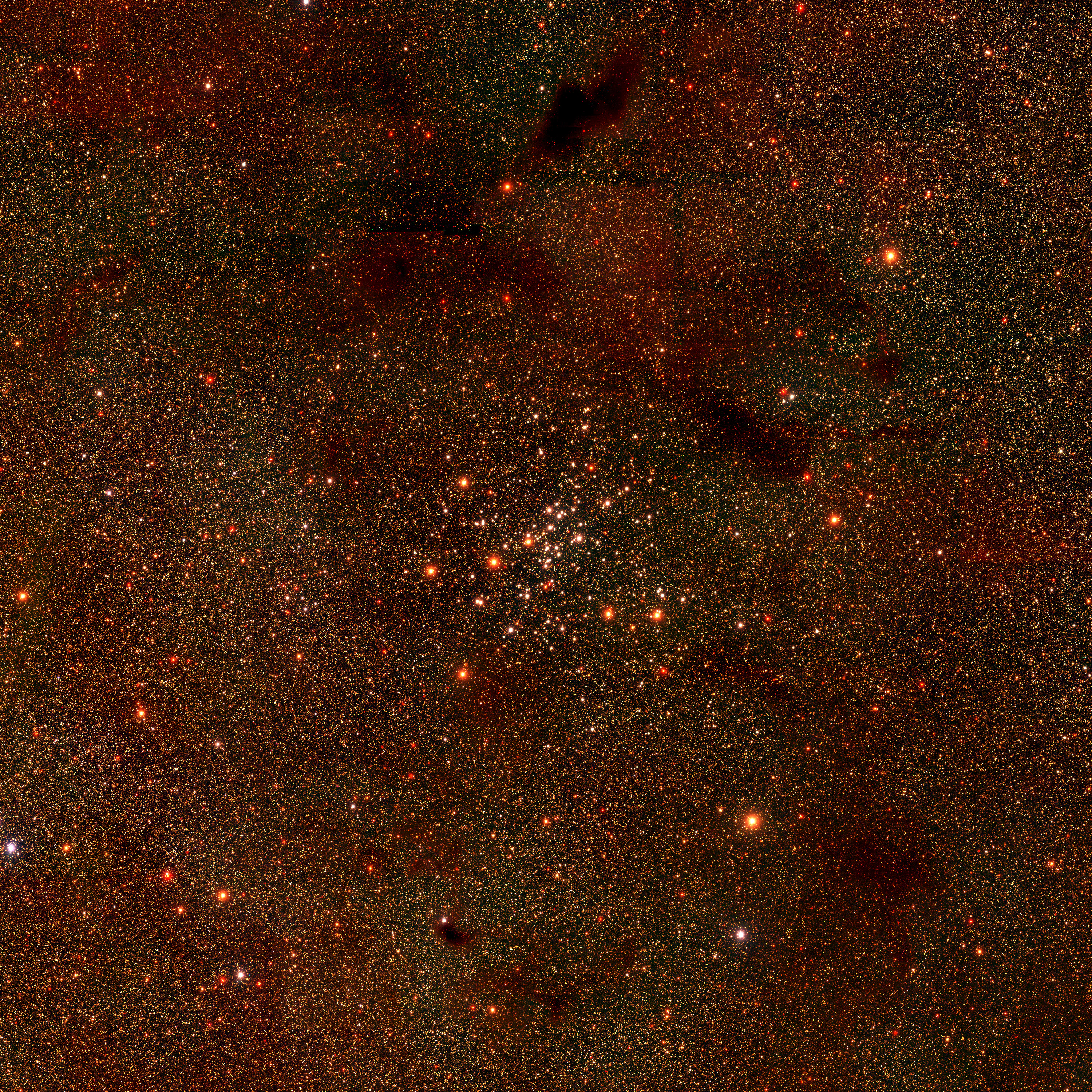
NGC 6124 par le projet « Legacy Surveys DR10 ».

On peut accéder aux propriétés des étoiles situées dans les environs de NGC 6124 en utilisant sur base de données Simbad la requête de recherche NGC 6124 NUM, où NUM est un nombre allant de 1 à 46. Les données du tableau ci-dessous (parallaxe, mouvement propre, etc.) apparaissent sur Simbad et proviennent du « GAIA EARLY DATA RELEASE 3 (GAIA EDR3) » publié en 2020.
Des 46 étoiles présentes sur Simbad, 35 partagent des distances et des mouvements propres semblables. La distance moyenne de ces étoiles est de 622 ± 28 pc (∼2 030 al). Leurs mouvements propres moyens en ascension droite et en déclinaison sont respectivement égaux à −0,106 ± 0,286 mas/an et −2,074 ± 0,390 mas/an. L'étoile la plus brillante est HD 325543 (NGC 6124 33) avec une magnitude visuelle égale à 8,71. Parmi ces étoiles, six sont de type B et 18 sont de type A. Le tableau est classé selon l'ordre ascendant de la distance, mais vous pouvez changer cela en cliquant dans l'en-tête de l'une ou l'autre des colonnes.
À première vue, NGC 6134 semble renfermer huit géantes rouges, dont deux sont des binaires spectroscopiques (NGC 6124 29 (CD-40 10385) & NGC 6124 33 (HD 325543)) et une autre qui est une binaire visuelle (NGC 6124 36 (HD 147840)). Cependant, l'étoile CD-40 10385 (NGC 6124 29) a une faible probabilité d'appartenir à NGC 6124. Holanda et ses collègues ont réalisé une étude portant sur sept des huit géantes rouges de l'amas, excluant NGC 6124 41 (HD 147893). En plus de ces sept étoiles, deux autres étoiles géantes rouges présentent une probabilité élevée d'appartenir à l'amas. Il s'agit des étoiles Gaia DR2 5993925589460035712 (HD 147270) avec une probabilité de 99% et de Gaia DR2 5992807351770974976 (HD 148338) qui pourrait être une sous-géante probablement membre de l'amas. Ces dix étoiles sont présentes dans la liste des membres de Cantat-Gaudin et al. qui leur assignent une probabilité supérieure à 70% d'appartenir à l'amas, sauf pour NGC 6124 29 dont la probabilité est de 20%.
NGC 6134 renferme sept géantes rouges présentant des vitesses de rotation anormales (≥6 km/s) et élevées (≥6-10 km/s). Quatre géantes rouges ont des vitesses élevées de rotation (≥10 km/s et trois autres des vitesses rotationnelles modérées(≥6 km/s). Parmi celles-ci, seules deux sont des binaires spectroscopiques, alors que les autres sont soit solitaires ou encore des binaires très distancées. Leur vitesse de rotation élevée pourrait provenir d'une fusion, des interactions de marée ou encore de la capture de planètes et/ou de naines brunes.
Selon Llorente et Morales-Morales-Durán, NGC 6124 renferme une étoile traînarde bleue. Cette étoile n'est pas identifiée dans l'article de Llorente et on n'en trouve aucune trace sur Simbad.
| Num # | Nom         | α                | δ                 | type        | P (mas)          | d (pc)     | μα* (mas/an) | μδ* (mas/an) | mV     | Rem           |
| ----- | ----------- | ---------------- | ----------------- | ----------- | ---------------- | ---------- | ------------ | ------------ | ------ | ------------- |
| #31   | HD 147793   | 16h 25m 37,2875s | -40° 46′ 59,2116″ | F8V         | 10,3911 ± 0,0172 | 96 ± 0     | -27,273      | -29,466      | 8,96   | Nm            |
| #9    | HD 325531   | 16h 24m 24,4998s | -40° 21′ 19,8461″ | G5          | 10,2162 ± 0,0273 | 98 ± 0     | -64,318      | -29,522      | 10,94  | Nm & Mv pr    |
| #6    | HD 147456   | 16h 23m 48,1801s | -40° 38′ 07,7538″ | F8/G1       | 7,3503 ± 0,0189  | 136 ± 0    | -133,534     | -88,608      | 10,27  | Nm & Mv pr    |
| #3    | HD 147372   | 16h 23m 21,7839s | -40° 25′ 34,2822″ | G2/3V       | 6,3643 ± 0,0191  | 157 ± 0    | 28,759       | 10,793       | 9,88   | Nm            |
| #8    | HD 325560   | 16h 24m 57,7803s | -40° 43′ 49,3098″ | A0          | 4,4563 ± 0,4297  | 224 ± 22   | -2,283       | -1,748       | 10,08  | Nm            |
| #26   | HD 325565   | 16h 25m 25,3317s | -40° 47′ 13,1560″ | A0          | 2,3116 ± 0,0351  | 433 ± 7    | -4,954       | -4,452       | 11,63  | Nm            |
| #38   | HD 325536   | 16h 26m 07,3480s | -40° 31′ 08,5326″ | A0          | 2,1424 ± 0,0448  | 467 ± 10   | 0,345        | -2,416       | 10,68  | Nm            |
| #38   | HD 325536   | 16h 26m 07,3480s | -40° 31′ 08,5326″ | A0          | 2,1424 ± 0,0448  | 467 ± 10   | 0,345        | -2,416       | 10,68  | Nm            |
| #27   | HD 325534   | 16h 25m 25,0428s | -40° 27′ 24,5084″ | A0          | 1,8269 ± 0,0415  | 547 ± 12   | 0,282        | -1,843       | 10,27  |               |
| #45   | HD 148056   | 16h 27m 16,2599s | -40° 37′ 25,4127″ | A0          | 1,7703 ± 0,0823  | 565 ± 26   | -0,282       | -2,711       | 9,78   |               |
| #20   | HD 325545   | 16h 25m 14,9219s | -40° 35′ 28,5404″ | A0          | 1,7532 ± 0,0408  | 570 ± 13   | 0,069        | -1,844       | 10,832 | Dbl/Mul       |
| #15   | HD 147653   | 16h 24m 50,4188s | -40° 35′ 22,9514″ | B7/A0II/III | 1,7126 ± 0,0358  | 584 ± 12   | -0,137       | -2,292       | 9,24   |               |
| #34   | HD 325540   | 16h 25m 55,7152s | -40° 45′ 05,2786″ | A0          | 1,6897 ± 0,018   | 592 ± 6    | 0,128        | -0,998       | 10,64  |               |
| #40   | NGC 6124 40 | 16h 26m 09,6862s | -40° 37′ 32,0602″ |             | 1,6592 ± 0,0259  | 603 ± 9    | -0,352       | -1,724       | 12,03  |               |
| #43   | HD 148023   | 16h 27m 04,4252s | -40° 33′ 17,0486″ | B3III/IV    | 1,6515 ± 0,0162  | 606 ± 6    | -0,233       | -1,580       | 9,53   |               |
| #19   | HD 325562   | 16h 25m 12,2628s | -40° 46′ 53,2214″ | B9          | 1,6426 ± 0,0178  | 609 ± 7    | 0,094        | -2,414       | 9,95   |               |
| #11   | HD 325557   | 16h 24m 30,3366s | -40° 36′ 37,3128″ | A0          | 1,6311 ± 0,0176  | 613 ± 7    | -0,290       | -2,418       | 10,51  |               |
| #13   | HD 325555   | 16h 24m 41,2263s | -40° 34′ 03,2163″ | A0          | 1,63 ± 0,0166    | 613 ± 6    | -0,549       | -1,753       | 10,36  |               |
| #10   | NGC 6124 10 | 16h 24m 26,1776s | -40° 47′ 05,1260″ |             | 1,6227 ± 0,0164  | 616 ± 6    | -0,015       | -1,813       | 12,17  |               |
| #2    | HD 325504   | 16h 23m 09,0915s | -40° 47′ 02,6881″ | A0          | 1,6162 ± 0,0159  | 619 ± 6    | -0,143       | -2,509       | 10,93  |               |
| #5    | HD 147434   | 16h 23m 46,1018s | -40° 46′ 30,4309″ | B6II/III    | 1,6153 ± 0,0165  | 619 ± 6    | 0,230        | -2,190       | 9,49   |               |
| #14   | HD 147654   | 16h 24m 49,9335s | -40° 45′ 31,4390″ | K0          | 1,61 ± 0,0192    | 621 ± 7    | -0,195       | -1,884       | 9,20   |               |
| #23   | HD 325544   | 16h 25m 18,5217s | -40° 36′ 00,5027″ | A0          | 1,609 ± 0,0165   | 622 ± 6    | -0,213       | -2,318       | 9,314  |               |
| #41   | HD 147893   | 16h 26m 15,7449s | -40° 41′ 35,5853″ | G8(III)     | 1,6072 ± 0,0244  | 622 ± 9    | -0,092       | -1,842       | 8,89   |               |
| #12   | HD 147893   | 16h 24m 36,0965s | -40° 37′ 02,7684″ | A0          | 1,6066 ± 0,016   | 622 ± 6    | 0,047        | -2,498       | 11,02  |               |
| #36   | HD 147840   | 16h 26m 00,4290s | -40° 51′ 02,5426″ | G2/3(III)   | 1,6038 ± 0,0242  | 624 ± 9    | 0,149        | -2,683       | 9,16   |               |
| #1    | HD 147328   | 16h 23m 09,9753s | -40° 36′ 49,3483″ | G6/K0(III)  | 1,5916 ± 0,0213  | 628 ± 8    | 0,025        | -2,249       | 9,05   |               |
| #25   | HD 325552   | 16h 25m 20,2560s | -40° 41′ 08,5729″ | A           | 1,591 ± 0,016    | 629 ± 6    | -0,250       | -2,396       | 10,00  |               |
| #30   | HD 147780   | 16h 25m 29,2989s | -40° 43′ 52,9357″ | B8II        | 1,5901 ± 0,0155  | 629 ± 6    | 0,452        | -1,523       | 9,67   |               |
| #17   | NGC 6124 17 | 16h 25m 00,9133s | -40° 45′ 40,3637″ |             | 1,5889 ± 0,0233  | 629 ± 9    | 0,102        | -2,011       | 12,02  |               |
| #28   | CD-40 10386 | 16h 25m 28,6898s | -40° 38′ 19,5244″ |             | 1,5874 ± 0,0214  | 630 ± 8    | 0,033        | -1,783       | 10,24  |               |
| #4    | HD 325558   | 16h 23m 22,4089s | -40° 38′ 15,3775″ | A0          | 1,5857 ± 0,0189  | 631 ± 8    | -0,394       | -2,107       | 11,34  |               |
| #39   | HD 325537   | 16h 26m 08,5384s | -40° 36′ 03,5886″ | A0          | 1,58 ± 0,0161    | 633 ± 6    | 0,164        | -2,081       | 10,25  |               |
| #16   | CD-40 10361 | 16h 24m 52,3973s | -40° 40′ 34,4553″ |             | 1,5787 ± 0,0257  | 633 ± 10   | -0,455       | -1,544       | 11,56  |               |
| #24   | HD 325563   | 16h 25m 19,0771s | -40° 46′ 12,9377″ | A0          | 1,5786 ± 0,0173  | 633 ± 7    | -0,161       | -2,166       | 10,84  |               |
| #35   | HD 147839   | 16h 25m 59,7990s | -40° 33′ 30,6077″ | G5/6        | 1,5779 ± 0,0305  | 634 ± 12   | -0,260       | -2,391       | 9,03   |               |
| #18   | HD 325548   | 16h 25m 06,9577s | -40° 35′ 57,9790″ | A           | 1,5778 ± 0,0183  | 634 ± 7    | -0,229       | -2,089       | 10,47  |               |
| #21   | HD 325564   | 16h 25m 17,5494s | -40° 48′ 39,8884″ | A0          | 1,5741 ± 0,0166  | 635 ± 7    | -0,603       | -1,872       | 11,32  |               |
| #22   | HD 325553   | 16h 25m 17,3023s | -40° 42′ 30,2266″ | A           | 1,5569 ± 0,0227  | 642 ± 9    | -0,411       | -2,216       | 11,36  |               |
| #33   | HD 325543   | 16h 25m 45,2394s | -40° 40′ 46,5600″ | M0          | 1,5462 ± 0,0381  | 647 ± 16   | 0,156        | -2,486       | 8,71   | VLP           |
| #42   | HD 325538   | 16h 26m 23,5320s | -40° 39′ 53,8248″ | A0          | 1,5362 ± 0,0267  | 651 ± 11   | 0,517        | -2,223       | 11,46  |               |
| #37   | HD 325541   | 16h 26m 04,0031s | -40° 39′ 44,6840″ | A           | 1,4829 ± 0,0535  | 674 ± 24   | -0,743       | -2,618       | 11,68  |               |
| #44   | HD 148057   | 16h 27m 16,4361s | -40° 45′ 01,9547″ | B8/9II      | 1,433 ± 0,03     | 698 ± 15   | -0,152       | -1,545       | 10,15  |               |
| #29   | CD-40 10385 | 16h 25m 28,6164s | -40° 38′ 55,8076″ |             | 1,3859 ± 0,0267  | 722 ± 14   | 0,256        | -2,284       | 9,22   | M? & Bin/spec |
| #7    | HD 325559   | 16h 24m 14,0333s | -40° 44′ 10,6232″ | A0          | 0,7162 ± 0,1662  | 1396 ± 324 | -0,319       | -1,781       | 10,21  | Nm            |
| #46   | HD 325616   | 16h 27m 25,1469s | -40° 43′ 58,5058″ | B8          | 0,5007 ± 0,02    | 1997 ± 80  | -12,064      | -8,255       | 10,13  | Nm            |
| #32   | HD 147792   | 16h 25m 39,7787s | -40° 39′ 18,8224″ | A0          | 0,4906 ± 0,2149  | 2038 ± 893 | -0,780       | -0,634       | 9,93   | Nm            |

- Nm = Non membre
- Mv pr =Étoile à mouvement propre élevé
- Dbl/Mul = Double ou multiple
- VLP = Étoile variable à longue période
- M? = Peut-être membre ou pas
- Bin/spec = Binaire spectroscopique

Simbad montre aussi un bouton nommé Children. En cliquant sur ce bouton, on atteint une section de cette base de données qui renferme un tableau contenant 2076 entrées pour NGC 6124. Cependant, des étoiles (les Children) peuvent apparaître plusieurs fois dans la deuxième colonne du tableau, d'où le nombre de liens bibliographiques qui est supérieure au nombre d'étoiles. La quatrième colonne de ce tableau indique la probabilité que l'étoile appartienne à l'amas. En cliquant sur le titre de cette colonne, on peut classer la probabilité par ordre croissant ou décroissant. En cliquant sur la désignation de l'étoile, on atteint la page de Simbad qui résume ses propriétés.